# Куликов, Герман Алексеевич
Герман Алексеевич Куликов — советский хозяйственный, государственный и политический деятель.

## Биография
Родился в 1940 году. Член КПСС.
Окончил Ивановский химико-технологический институт.
В 1962—1972 — мастер отделочного производства, начальник печатного цеха, секретарь парткома Калининского хлопчатобумажного комбината.
В 1972—1975 — директор Калининского хлопчатобумажного комбината.
В 1975—1982 — первый секретарь Калининского горкома КПСС.
В 1982—1991 — работник аппарата Министерства легкой промышленности РСФСР.
Депутат Верховного Совета СССР 9-го созыва. Делегат XXV и XXVI съездов КПСС.
Жил в Москве.

## Награды
- Орден Трудового Красного Знамени (17 марта 1981)